# Arto Härkönen
Arto Kalevi Härkönen (Helsinki, 31 gennaio 1959) è un ex giavellottista finlandese.
Nel 1984 a Los Angeles si è laureato campione olimpico della specialità.

## Palmarès
| Anno | Manifestazione   | Sede              | Evento                 | Risultato | Misura  | Note |
| ---- | ---------------- | ----------------- | ---------------------- | --------- | ------- | ---- |
| 1977 | Europei juniores | Donec'k           | Lancio del giavellotto | Argento   | 82,98 m |      |
| 1979 | Universiadi      | Città del Messico | Lancio del giavellotto | Argento   | 87,10 m |      |
| 1982 | Europei          | Atene             | Lancio del giavellotto | 5º        | 86,76 m |      |
| 1983 | Mondiali         | Helsinki          | Lancio del giavellotto | 14º       | 81,42 m |      |
| 1984 | Olimpiadi        | Los Angeles       | Lancio del giavellotto | Oro       | 86,76 m |      |